# Jacob Fredrik Lagervall
Jacob Fredrik Lagervall, född 19 juli 1787 i Kontiolax socken, död 7 november 1865 i Helsingfors, var en finländsk skriftställare.
Lagervall var sergeant vid karelska jägarna, då finska kriget utbröt 1808, och var med i flera av de mest betydande fältslagen. Sedan han efter fredsslutet blivit kapten, fick han 1830 avsked med majors rang och levde därefter som lantbrukare.
År 1832 inlämnade han till Finska litteratursällskapet ett på runometer författat femaktssorgespel, benämnt Ruunulinna, ett försök att efterbilda och i Finland lokalisera William Shakespeares Macbeth. Arbetet prisbelönades ej, men utgavs 1834 på eget förlag. Det är märkligt som ett första försök i sitt slag. Hans övriga dels på finska, dels på svenska författade dramer och poetiska berättelser är föga betydande. I Suomi 1866 ingår hans En karelsk jägares sorgliga minnen.
Lagervall var son till kaplanen Juhana Fredrik Oxeman och Hedvig Katariina Brusin. Han var gift med Anna Katariina Tavast.

## Publikationer
- Brudskaran (1831)
- Satu Sallisesta, joka epäilemättä oli esi isä niillen mainittavillen Sallisillen, jotka aina johtativat Suomen suojelemisen (1831)
- Ruunulinna (1834)
- Blindt alarm, ett studentuppträde (1838)
- Josephi (1847)
- Judithi (1847)
- Kaini (1847)
- Tuhkapöperö (1847)